# Eslováquia nos Jogos Paralímpicos
A Eslováquia participou pela primeira vez dos Jogos Paralímpicos em 1996, e enviou atletas para competirem em todos os Jogos Paralímpicos de Verão desde então. Em relação aos Jogos Paralímpicos de Inverno a primeira participação da Eslováquia foi em 1994 e participou de todas as edições desde então.